# Swiss Life Hall
La Swiss Life Hall est un hall omnisports situé à Hanovre, en Basse-Saxe, en Allemagne, où évolue le club de handball du  TSV Hannover-Burgdorf, club évoluant en Bundesliga.